# Plough Lane (2020)
Plough Lane, även Cherry Red Records Stadium av sponsorskäl, är en fotbollsarena i Wimbledon i sydvästra London som är hemarena för AFC Wimbledon. Arenan bär samma namn som den numera rivna arenan där Wimbledon FC spelade sina hemmamatcher mellan 1912 och 1991. Arenan har kapacitet för 9 215 åskådare.
På tomten stod tidigare hundkapplöpningsbanan Wimbledon Stadium, som revs under 2017. AFC Wimbledon, som 2002–2020 spelade sina hemmamatcher på Kingsmeadow, började under 2012 arbeta aktivt för att få tillstånd att bygga arenan. Planerna presenterades officiellt i november 2014 och i december 2015 godkändes planerna av Mertons kommunfullmäktige. Wimbledon Stadium stängdes slutligen i mars 2017 och i december 2017 beviljades AFC Wimbledon slutgiltigt bygglov för den nya fotbollsarenan på tomten. Arenan invigdes den 3 november 2020 när AFC Wimbledon spelade sin första match på arenan mot Doncaster Rovers, matchen slutade 2-2.